# Las Rosas (San Juan de la Rambla)
Las Rosas es una de las entidades de población que conforman el municipio de San Juan de la Rambla, en la isla de Tenerife —Canarias, España—.

## Características
Está situada a 2,6 kilómetros de la capital municipal, a una altitud media de 770 m s. n. m.
Está formado por los núcleos de Lomo Guanche y Las Rozas.
El barrio cuenta con un colegio público, una ermita dedicada a Santa Rosalía, varias plazas públicas, un parque infantil, un centro cultural y un polideportivo. Aquí se encuentran también un mercadillo municipal y el centro de explotación agropecuaria para el fomento de la ganadería.

## Demografía
| Año        | 2000 | 2001 | 2002 | 2003 | 2004 | 2005 | 2006 | 2007 | 2008 | 2009 | 2010 | 2011 | 2012 | 2013 |
| ---------- | ---- | ---- | ---- | ---- | ---- | ---- | ---- | ---- | ---- | ---- | ---- | ---- | ---- | ---- |
| Habitantes | 640  | 683  | 692  | 712  | 711  | 699  | 688  | 803  | 768  | 745  | 747  | 734  | 728  | 723  |

| Núcleo       | Habitantes |
| ------------ | ---------- |
| Lomo Guanche | 207        |
| Las Rosas    | 516        |

## Comunicaciones
Se accede al barrio a través de la Carretera TF-342 de Los Realejos a Icod por La Guancha.

### Transporte público
En autobús —guagua— queda conectado mediante la siguiente línea de TITSA:
| Línea | Trayecto                                               | Recorrido     |
| ----- | ------------------------------------------------------ | ------------- |
| 354   | Puerto de la Cruz - Icod de los Vinos (por La Guancha) | Horario/Línea |

## Lugares de interés
- Mercadillo Las Medianías